# Tournoi de tennis de Schenectady
Le tournoi de Schenectady (New York, États-Unis) est un tournoi de tennis féminin et du circuit professionnel WTA et masculin du circuit ATP qui se déroulait sur surface dure en extérieur.
Il a été organisé chaque année de 1985 à 1994 pour les dames et de 1987 à 1994 pour les messieurs.
Chaque édition féminine a été remportée par une joueuse différente en simple.

## Palmarès dames

### Simple
| No | Date       | Nom et lieu du tournoi              | Catégorie | Dotation  | Surface    | Vainqueure       | Finaliste         | Score         |         |
| -- | ---------- | ----------------------------------- | --------- | --------- | ---------- | ---------------- | ----------------- | ------------- | ------- |
| 1  | 07-07-1985 | OTB Open, Schenectady               |           | 10 000 $  | Dur (ext.) | Linda Gates      | Jennifer Goodling | 6-1, 6-1      |         |
| 2  | 14-07-1986 | OTB Open, Schenectady               |           | 15 000 $  | Dur (ext.) | Luciana Corsato  | Jennifer Fuchs    | 6-0, 6-4      |         |
| 3  | 20-07-1987 | OTB Open, Schenectady               |           | 27 500 $  | Dur (ext.) | Camille Benjamin | Vicki Nelson      | 6-2, 6-3      |         |
| 4  | 18-07-1988 | OTB Open, Schenectady               | Tier V    | 50 000 $  | Dur (ext.) | Gretchen Rush    | Terry Phelps      | 7-6, 6-4      | Tableau |
| 5  | 24-07-1989 | OTB Open, Schenectady               | Tier V    | 75 000 $  | Dur (ext.) | Laura Arraya     | Marianne Werdel   | 6-4, 6-3      | Tableau |
| 6  | 20-08-1990 | OTB International Open, Schenectady | Tier V    | 75 000 $  | Dur (ext.) | Anke Huber       | Marianne Werdel   | 6-1, 5-7, 6-4 | Tableau |
| 7  | 19-08-1991 | OTB International Open, Schenectady | Tier V    | 100 000 $ | Dur (ext.) | Brenda Schultz   | Alexia Dechaume   | 7-6, 6-2      | Tableau |
| 8  | 24-08-1992 | OTB International Open, Schenectady | Tier V    | 100 000 $ | Dur (ext.) | Barbara Rittner  | Brenda Schultz    | 7-6, 6-3      | Tableau |
| 9  | 23-08-1993 | OTB International, Schenectady      | Tier III  | 150 000 $ | Dur (ext.) | Larisa Neiland   | Natalia Medvedeva | 6-3, 7-5      | Tableau |
| 10 | 22-08-1994 | OTB International, Schenectady      | Tier III  | 150 000 $ | Dur (ext.) | Judith Wiesner   | Larisa Neiland    | 7-5, 3-6, 6-4 | Tableau |

### Double
| No | Date       | Nom et lieu du tournoi             | Catégorie | Dotation  | Surface    | Vainqueures                      | Finalistes                       | Score         |         |
| -- | ---------- | ---------------------------------- | --------- | --------- | ---------- | -------------------------------- | -------------------------------- | ------------- | ------- |
| 1  | 07-07-1985 | OTB Open Schenectady               |           | 10 000 $  | Dur (ext.) | Linda Gates Lynn Lewis           | Cecilia Fernandez Helena Manset  | 7-6, 6-4      |         |
| 2  | 14-07-1986 | OTB Open Schenectady               |           | 15 000 $  | Dur (ext.) | Jennifer Goodling Laura Glitz    | Jennifer Fuchs Dena Levy         | 6-3, 3-6, 6-0 |         |
| 3  | 20-07-1987 | OTB Open Schenectady               |           | 27 500 $  | Dur (ext.) | Jennifer Goodling Wendy Wood     | Pat Medrado Cláudia Monteiro     | 5-7, 6-2, 6-3 |         |
| 4  | 18-07-1988 | OTB Open Schenectady               | Tier V    | 50 000 $  | Dur (ext.) | Ann Henricksson Julie Richardson | Lea Antonoplis Cammy MacGregor   | 6-3, 3-6, 7-5 | Tableau |
| 5  | 24-07-1989 | OTB Open Schenectady               | Tier V    | 75 000 $  | Dur (ext.) | Michelle Jaggard Hu Na           | Sandra Birch Debbie Graham       | 6-3, 6-2      | Tableau |
| 6  | 20-08-1990 | OTB International Open Schenectady | Tier V    | 75 000 $  | Dur (ext.) | Alysia May Nana Miyagi           | Linda Ferrando Wiltrud Probst    | 6-4, 5-7, 6-3 | Tableau |
| 7  | 19-08-1991 | OTB International Open Schenectady | Tier V    | 100 000 $ | Dur (ext.) | Rachel McQuillan Claudia Porwik  | Nicole Arendt Shannan McCarthy   | 6-2, 6-4      | Tableau |
| 8  | 24-08-1992 | OTB International Open Schenectady | Tier V    | 100 000 $ | Dur (ext.) | Alexia Dechaume Florencia Labat  | Ginger Helgeson Shannan McCarthy | 6-3, 1-6, 6-2 | Tableau |
| 9  | 23-08-1993 | OTB International Schenectady      | Tier III  | 150 000 $ | Dur (ext.) | Rachel McQuillan Claudia Porwik  | Florencia Labat Barbara Rittner  | 4-6, 6-4, 6-2 | Tableau |
| 10 | 22-08-1994 | OTB International Schenectady      | Tier III  | 150 000 $ | Dur (ext.) | Meredith McGrath Larisa Neiland  | Pam Shriver Elizabeth Smylie     | 6-2, 6-2      | Tableau |

## Palmarès messieurs

### Simple.
| No | Date       | Nom et lieu du tournoi                                | Catégorie    | Dotation  | Surface    | Vainqueur       | Finaliste      | Score          |  |
| -- | ---------- | ----------------------------------------------------- | ------------ | --------- | ---------- | --------------- | -------------- | -------------- |  |
| 1  | 20-07-1987 | OTB Open, Schenectady                                 |              | 89 400 $  | Dur (ext.) | Jaime Yzaga     | Jim Pugh       | 0-6, 7-6, 6-1  |  |
| 2  | 18-07-1988 | OTB-Nabisco-Virginia Slims International, Schenectady |              | 93 400 $  | Dur (ext.) | Tim Mayotte     | Johan Kriek    | 5-7, 6-3, 6-2  |  |
| 3  | 17-07-1989 | OTB International, Schenectady                        |              | 100 000 $ | Dur (ext.) | Simon Youl      | Scott Davis    | 2-6, 6-4, 6-4  |  |
| 4  | 20-08-1990 | OTB International, Schenectady                        | World Series | 125 000 $ | Dur (ext.) | Ramesh Krishnan | Kelly Evernden | 6-1, 6-1       |  |
| 5  | 19-08-1991 | OTB International, Schenectady                        | World Series | 125 000 $ | Dur (ext.) | Michael Stich   | Emilio Sánchez | 6-2, 6-4       |  |
| 6  | 24-08-1992 | OTB International, Schenectady                        | World Series | 130 000 $ | Dur (ext.) | Wayne Ferreira  | Jamie Morgan   | 6-2, 65-7, 6-2 |  |
| 7  | 23-08-1993 | OTB International, Schenectady                        | World Series | 175 000 $ | Dur (ext.) | Thomas Enqvist  | Brett Steven   | 4-6, 6-3, 7-60 |  |
| 8  | 22-08-1994 | OTB International, Schenectady                        | World Series | 288 750 $ | Dur (ext.) | Jacco Eltingh   | Chuck Adams    | 6-3, 6-4       |  |

### Double
| No | Date       | Nom et lieu du tournoi                                | Catégorie    | Dotation  | Surface    | Vainqueurs                       | Finalistes                    | Score         |  |
| -- | ---------- | ----------------------------------------------------- | ------------ | --------- | ---------- | -------------------------------- | ----------------------------- | ------------- |  |
| 1  | 20-07-1987 | OTB Open, Schenectady                                 |              | 89 400 $  | Dur (ext.) | Gary Donnelly Gary Muller        | Brad Pearce Jim Pugh          | 7-6, 6-2      |  |
| 2  | 18-07-1988 | OTB-Nabisco-Virginia Slims International, Schenectady |              | 93 400 $  | Dur (ext.) | Alexander Mronz Greg Van Emburgh | Paul Annacone Patrick McEnroe | 6-3, 6-7, 7-5 |  |
| 3  | 17-07-1989 | OTB International, Schenectady                        |              | 100 000 $ | Dur (ext.) | Scott Davis Broderick Dyke       | Brad Pearce Byron Talbot      | 2-6, 6-4, 6-4 |  |
| 4  | 20-08-1990 | OTB International, Schenectady                        | World Series | 125 000 $ | Dur (ext.) | Richard Fromberg Brad Pearce     | Brian Garrow Sven Salumaa     | 6-2, 3-6, 7-6 |  |
| 5  | 19-08-1991 | OTB International, Schenectady                        | World Series | 125 000 $ | Dur (ext.) | Javier Sánchez Todd Woodbridge   | Andrés Gómez Emilio Sánchez   | 3-6, 7-6, 7-6 |  |
| 6  | 24-08-1992 | OTB International, Schenectady                        | World Series | 130 000 $ | Dur (ext.) | Jacco Eltingh Paul Haarhuis      | Sergio Casal Emilio Sánchez   | 6-3, 6-4      |  |
| 7  | 23-08-1993 | OTB International, Schenectady                        | World Series | 175 000 $ | Dur (ext.) | Bernd Karbacher Andreï Olhovskiy | Byron Black Brett Steven      | 2-6, 7-6, 6-1 |  |
| 8  | 22-08-1994 | OTB International, Schenectady                        | World Series | 288 750 $ | Dur (ext.) | Jan Apell Jonas Björkman         | Jacco Eltingh Paul Haarhuis   | 6-4, 7-6      |  |